# Tibiaster djanybekensis
Tibiaster djanybekensis là một loài nhện trong họ Linyphiidae.
Loài này thuộc chi Tibiaster. Tibiaster djanybekensis được Andrei V. Tanasevitch miêu tả năm 1987.